# أولد شانيتاون (إلينوي)
أولد شانيتاون (بالإنجليزية: Old Shawneetown, Illinois)‏ هي منطقة سكنية تقع في الولايات المتحدة في إلينوي. يقدر عدد سكانها بـ 278 نسمة .

## الموقع الجغرافي
الموقع الجغرافي للمناطق المحيطة بهذه النقطة هو كالتالي: